# 호랑이 사냥
〈호랑이 사냥〉(영어: The Tiger Hunt)은 페테르 파울 루벤스가 1615년에서 1616년 사이에 그린 유화이며 막시밀리안 1세 폰 바이에른 선제후가 슐라이스하임 궁전을 장식하기 위해 루벤스에게 의뢰한 4개의 사냥 그림 중 하나이다. 이 그림은 나폴레옹 전쟁 당시에 압수되었고, 현재 프랑스의 렌 미술관에 소장되어 있다.
사냥꾼들이 네 마리의 야생동물(호랑이 두 마리, 사자 한 마리, 표범 한 마리)을 사냥하고 있는 모습을 묘사했다. 〈호랑이, 사자 그리고 표범 사냥〉(영어: The Tiger, Lion and Leopard Hunt) 또는 〈호랑이와 사자 사냥〉(영어: Tiger and Lion Hunt)이라고도 한다.

## 관련 작품

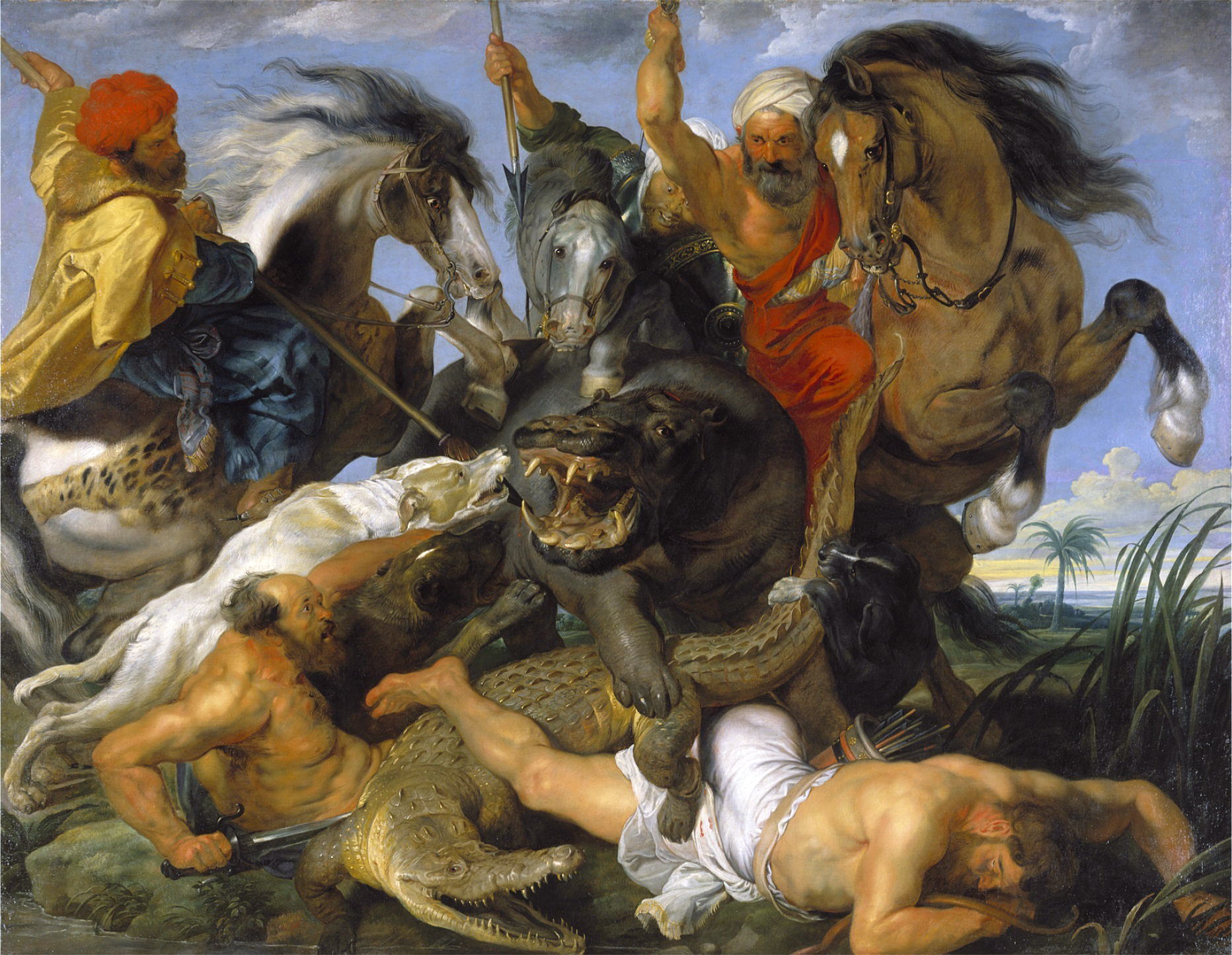
〈하마와 악어 사냥〉, 1615년~1616년
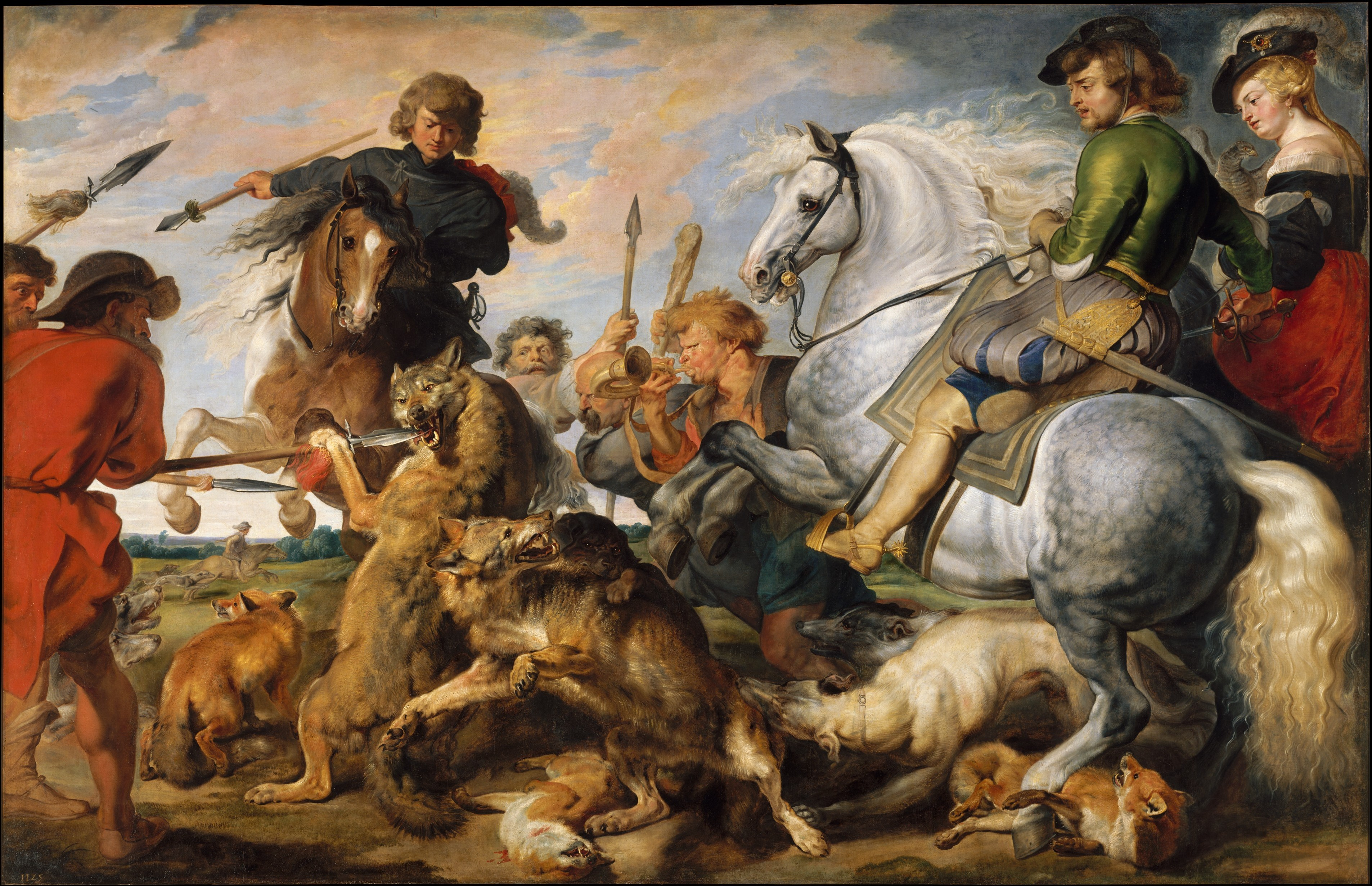
〈늑대와 여우 사냥〉, 1616년경
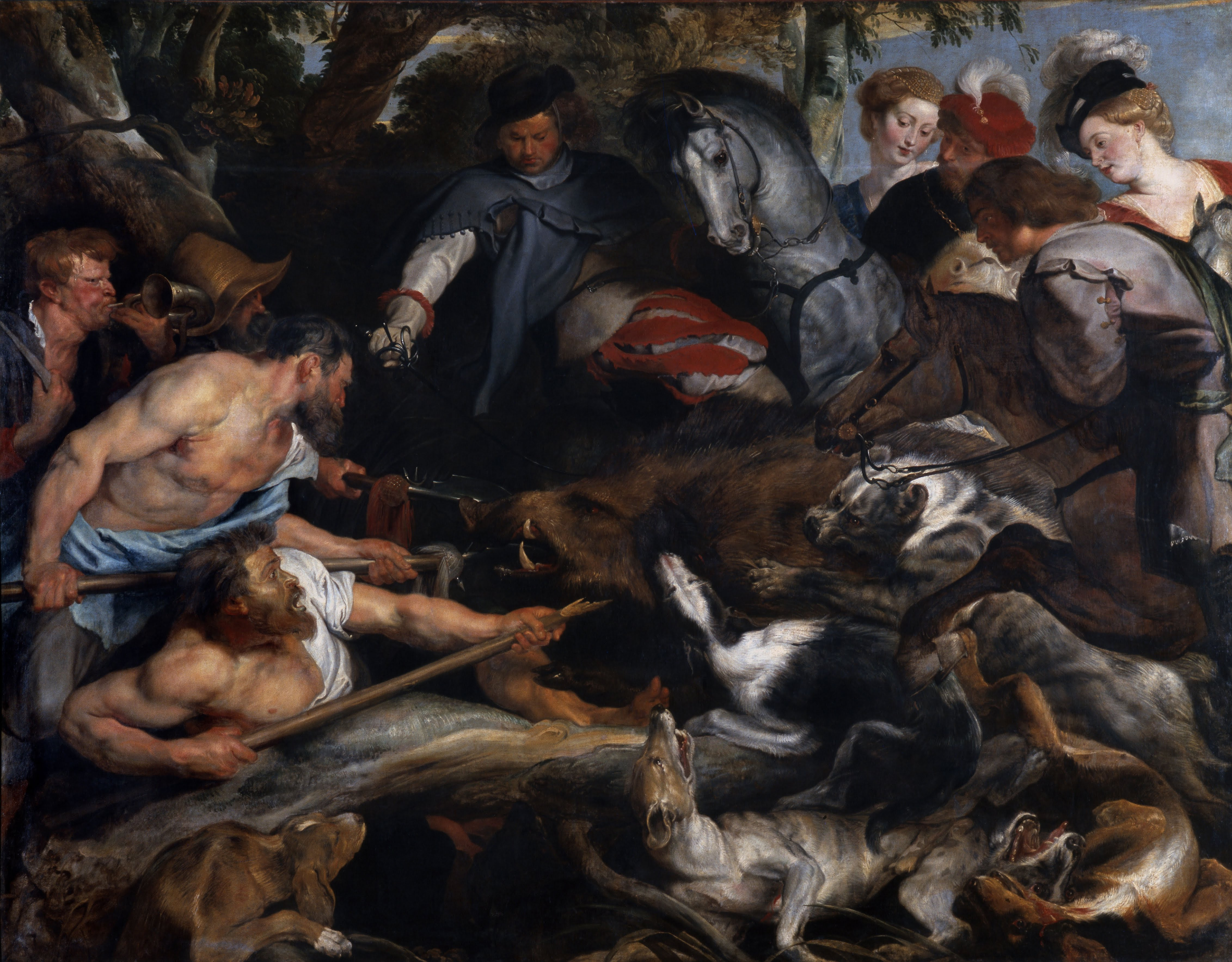
〈멧돼지 사냥〉, 1615년~1617년
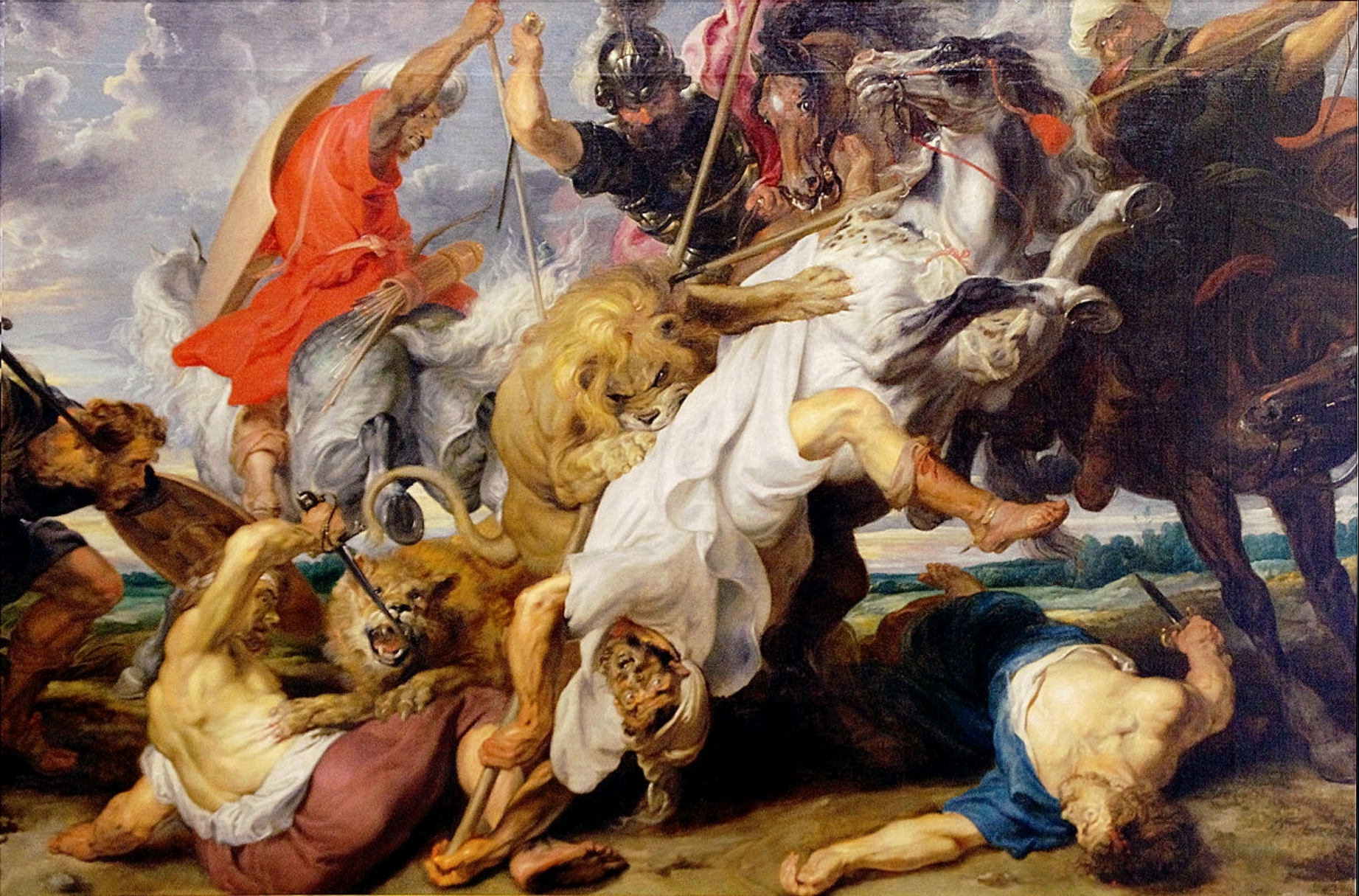
〈사자 사냥〉, 1621년